# جمعية الكشافة والمرشدات الموريتانية
جمعية الكشافة والمرشدات الموريتانية هي منظمة كشفية وطنية موريتانية، تأسست في عام 1936، وأصبحت عضوا في المنظمة العالمية للحركة الكشفية عام 1983، وأيضا عضوا منتسبا للرابطة العالمية للمرشدات وفتيات الكشافة. وجمعية الكشافة والمرشدات الموريتانية تضم نحو 4200 عضوا (3790 من الكشافة و456 من المرشدات) اعتبارا من عام 2008.